# Winfried Ringwald
Winfried Ringwald (12 de diciembre de 1950) fue un deportista alemán que compitió para la RFA en remo.
Ganó dos medallas en el Campeonato Mundial de Remo, bronce en 1977 y plata en 1978, y una medalla de bronce en el Campeonato Europeo de Remo de 1973.

## Palmarés internacional
| Campeonato Mundial | Campeonato Mundial        | Campeonato Mundial | Campeonato Mundial |
| Año                | Lugar                     | Medalla            | Prueba             |
| ------------------ | ------------------------- | ------------------ | ------------------ |
| 1977               | Ámsterdam (Países Bajos)  | Medalla de bronce  | Ocho con timonel   |
| 1978               | Cambridge (Nueva Zelanda) | Medalla de plata   | Ocho con timonel   |
| Campeonato Europeo |                           |                    |                    |
| Año                | Lugar                     | Medalla            | Prueba             |
| 1973               | Moscú (URSS)              | Medalla de bronce  | Dos sin timonel    |